# La Ruée vers l'or de Buffalo Creek
La Ruée vers l'or de Buffalo Creek ou Ruée vers l'or est la sixième histoire de la série Lucky Luke par Morris. Elle est publiée pour la première fois en 1949 du no 567 au no 584 du journal Spirou. Puis est publiée dans l'album Rodéo en 1951.

## Univers

### Synopsis
Lucky Luke joue un tour à Joe, un vieux chercheur d'or. Celui-ci croit avoir trouvé de l'or et ne croit pas Lucky Luke lorsque celui-ci tente de lui dire qu'il s'agit d'une blague. La nouvelle que Joe a découvert de l'or se répand comme une traînée de poudre et une ruée commence qui rappelle celle de 1849 en Californie. Lucky Luke, qui tente de l'arrêter, est jeté en prison. Finalement, un expert examine la pépite d'or et s'aperçoit qu'elle a été découverte en Californie il y a cinquante ans. Buffalo Creek se vide alors de ses habitants.

### Personnages
- Lucky Luke
- Joe : vieux chercheur d'or qui croit avoir découvert de l'or à Buffalo Creek.
- Fernando : barman du saloon de Buffalo Creek.
- Bill McCoy : maire (pendant quelques heures) de Buffalo Creek.

## Publication

### Revues
L'histoire est parue dans le journal Spirou, du no 567 (24 février 1949) au no 584 (23 juin 1949).